# Кониг, Джерон Крисвелл
Джерон Крисвелл Кониг (англ. Jeron Criswell Konig, известный также как Удивительный Крисвелл англ. The Amazing Criswell; 18 августа 1907, Принстон, Индиана — 4 октября 1982, Бербанк, Калифорния, США) — американский шоумен и актёр.

## Биография
Джерон Крисвелл родился 18 августа 1907 года в здании морга города Принстона, штат Индиана. Своё детство в Индиане он провёл в обществе родственников, владеющих похоронным бюро, и часто спал в гробу, находящемся в демонстрационном зале. Обучение в школе он совмещал с работой в городской газете. Затем поступил в Университет Цинциннати, где закончил музыкальный колледж-консерваторию.
Карьеру он начал с работы ночным диктором новостей на радио. В ходе одной из передач у него закончились новости за несколько минут до окончания эфира и чтобы скрасить образовавшуюся паузу он решил предсказать то, какие новости попадут в эфир завтра. Один из данных им в ту ночь прогнозов сбылся и Крисвелл мгновенно стал любимцем публики.
В начале 1950-х он стал покупать эфирное время у телестанции KLAC TV в Лос-Анджелесе, где в формате «магазина на диване», продавал добавки к еде под брендом «Criswell Family Vitamins». Для разнообразия он начал вставлять в своё шоу абсурдные предсказания. Например, он дал прогноз о том, что все женщины Сент-Луиса, в период с 11 февраля по 11 мая 1983 года, потеряют свои волосы, что приведёт к беспорядкам в городе и актам насилия в отношении парикмахеров. Его громкие заявления вкупе с харизмой сделали Крисвелла популярным в Лос-Анджелесе и позволили ему стать вхожим в круги местных знаменитостей, таких как Мэй Уэст и Корла Пандит. В марте 1963 года одно из его предсказаний коснулось Джона Кеннеди и Президентских выборов 1964 года, а именно невозможности участия в них Кеннеди из-за того, что «с ним что-то произойдёт в ноябре 1963 года».
В начале 1960-х годов он принял участие в съёмках нескольких фильмов Эда Вуда. В качестве реквизита для этих фильмов был использован гроб, в котором Крисвелл иногда лежал у себя дома.
В 1968 году он опубликовал книгу с предсказаниями под названием: «Criswell Predicts: From Now to the Year 2000». Книга содержала такие его предсказания, как массовый каннибализм и уничтожение Земли 19 августа 1999 года; предсказание о космическом луче из космоса, который упадёт на Денвер и превратит железо в резину. 

## Творчество

### Фильмография
| Год  |   | Русское название            | Оригинальное название   | Роль                    |
| ---- | - | --------------------------- | ----------------------- | ----------------------- |
| 1959 | ф | План 9 из открытого космоса | Plan 9 from Outer Space | играет самого себя      |
| 1959 | ф | Ночь Упырей                 | Night of the Ghouls     | играет самого себя      |
| 1965 | ф | Оргия мёртвых               | Orgy of the Dead        | Император / The Emperor |

### Книги
- Крисвелл Д., Медоуз Х.. How Your Play Can Crash Broadway (англ.). — Howard & Criswell, 1939. — 120 p.
- Крисвелл Д., Медоуз Х.. How to Crash Tin-pan Alley (англ.). — Howard & Criswell, 1939. — 126 p.
- Крисвелл Д.. Success without struggle (англ.). — 1950. — 55 p.
- Крисвелл Д.. Criswell Predicts: From Now to the Year 2000! (англ.). — GROSSET & DU7NLAP, 1968. — 141 p.
- Крисвелл Д.. Your Next Ten Years; Criswell predicts (англ.). — Droke House. — 1969. — 128 p. — ISBN 978-0837567372.
- Крисвелл Д.. Criswell's forbidden predictions;: Based on Nostradamus and the Tarot (англ.). — Droke House/Hallux, 1972. — 128 p. — ISBN 978-0837567693.

## Личная жизнь
В 1940 году женился на актрисе Хейло Медоуз, познакомившись с которой в Нью-Йорке, написал с ней в соавторстве 2 книги: «How to Crash Tin-pan Alley» и «How Your Play Can Crash Broadway».